# Хороши
Хороши — село в Богородском районе Кировской области

## География
Находится на расстоянии примерно 8 километров по прямой юго-запад от районного центра поселка Богородское.

## История
Село основано в 1872 году, когда была построена первая деревянная церковь. Каменная Преображенская церковь построена в 1887-1895 годах. В 1873 году отмечено дворов 20 и жителей 72, в 1905 34 и 146, в 1926 42 и 260, в 1950 136 и 312 соответственно. В 1989 году учтено 455 жителей.

## Население
Постоянное население  составляло 337 человек (русские 95%) в 2002 году, 246 в 2010.